# St. Bonifatius (Dortmund)

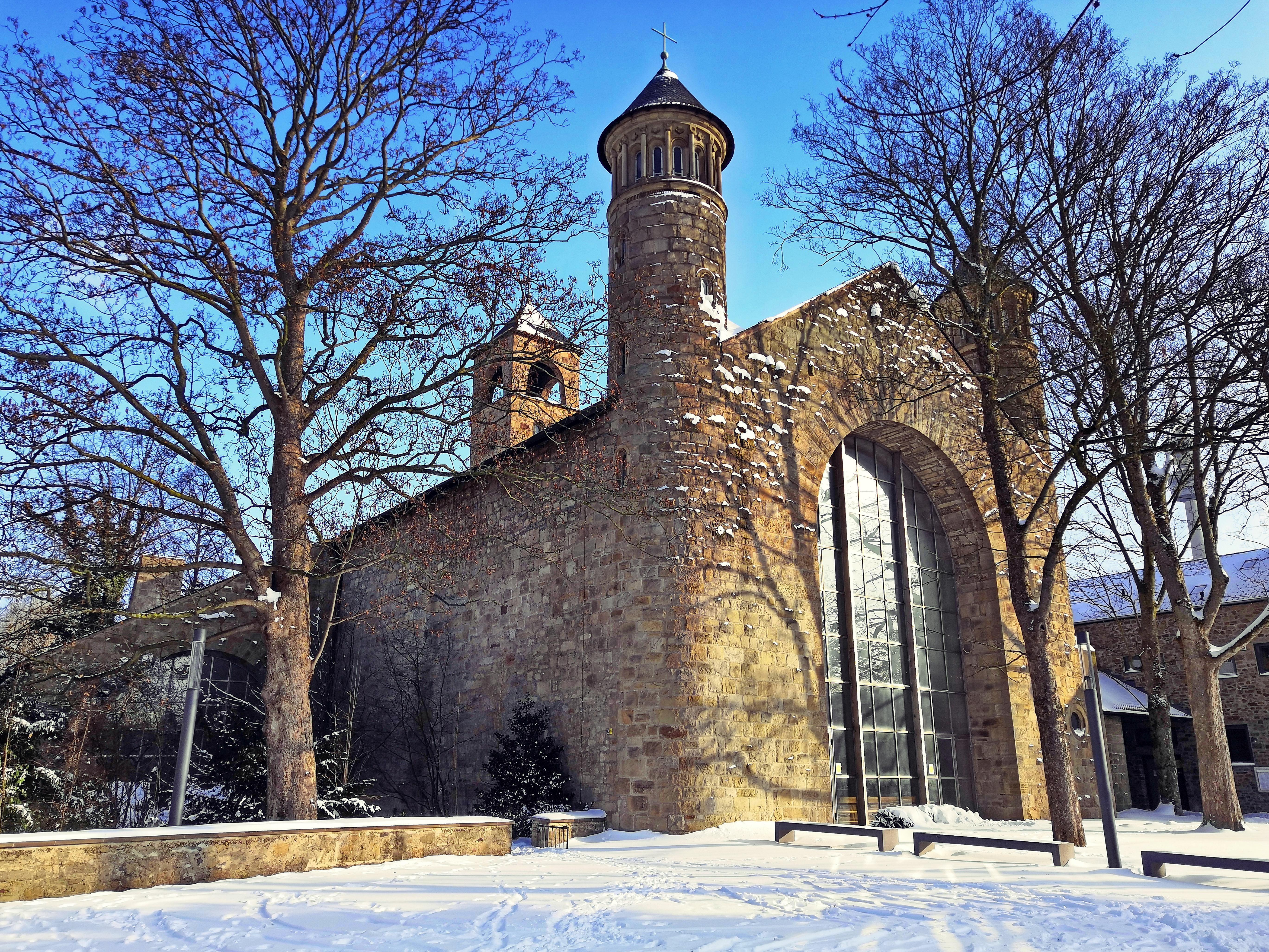
Ansicht von der Eintrachtstraße

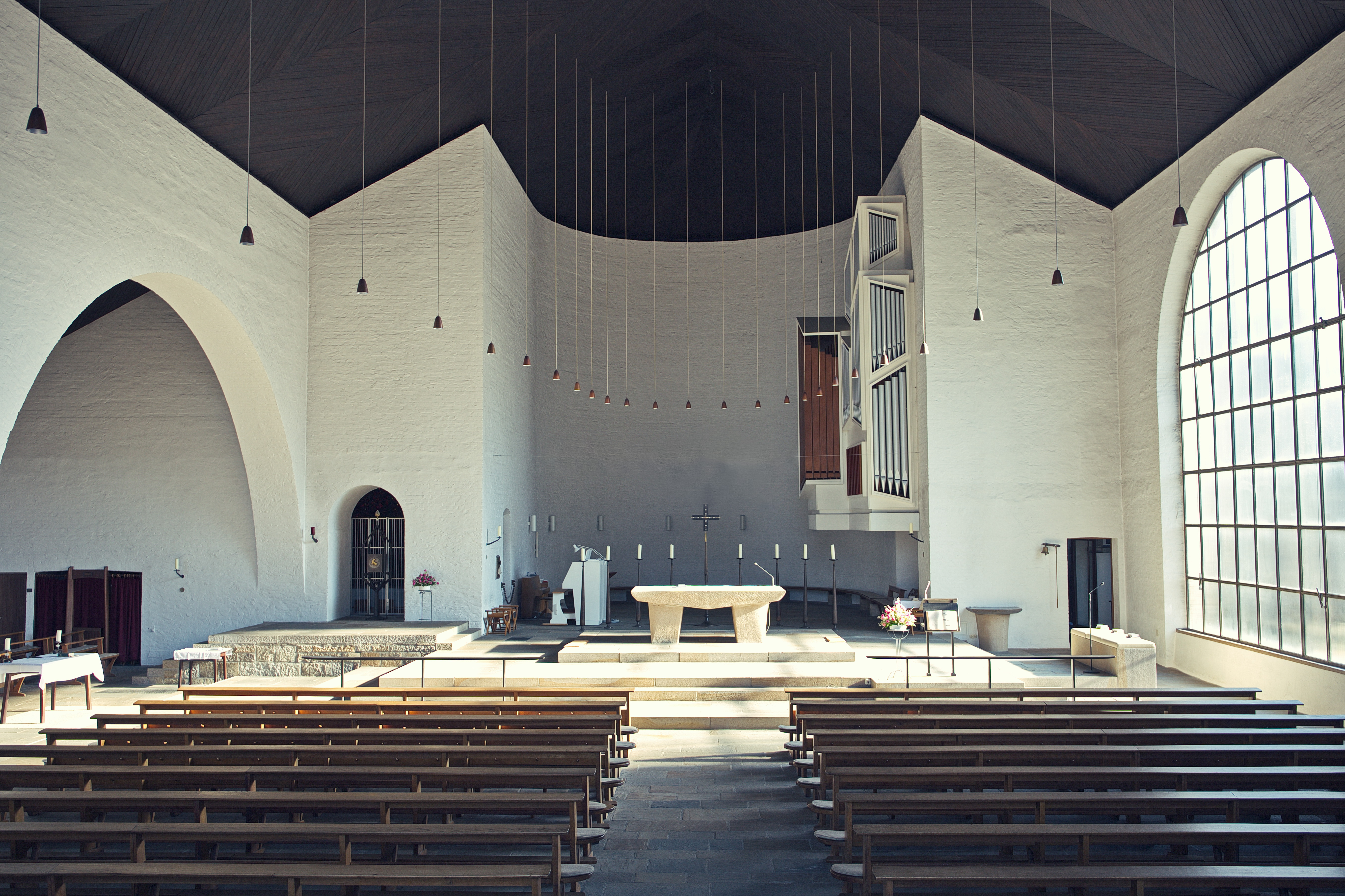
Innenansicht

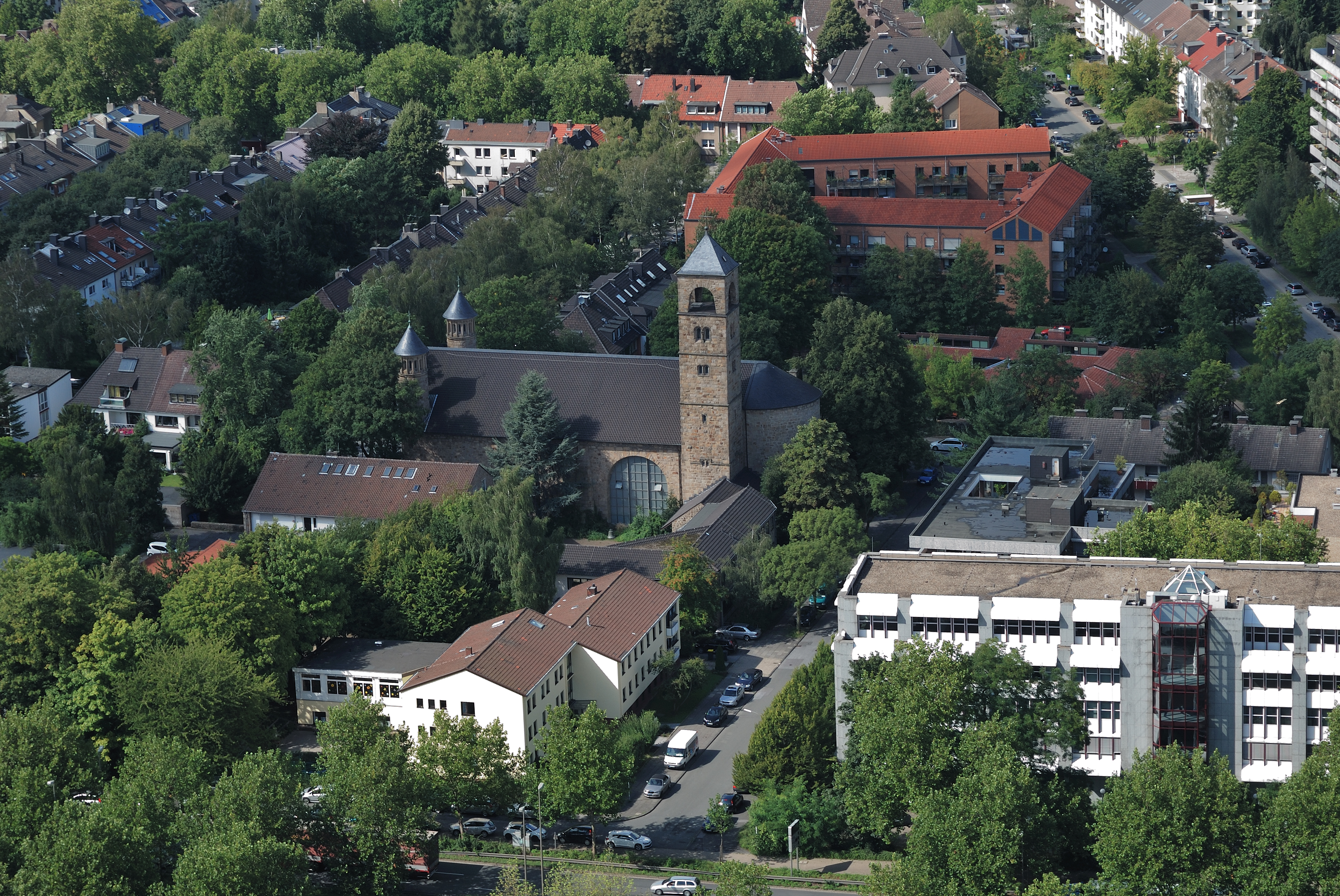
Ansicht vom Fernsehturm

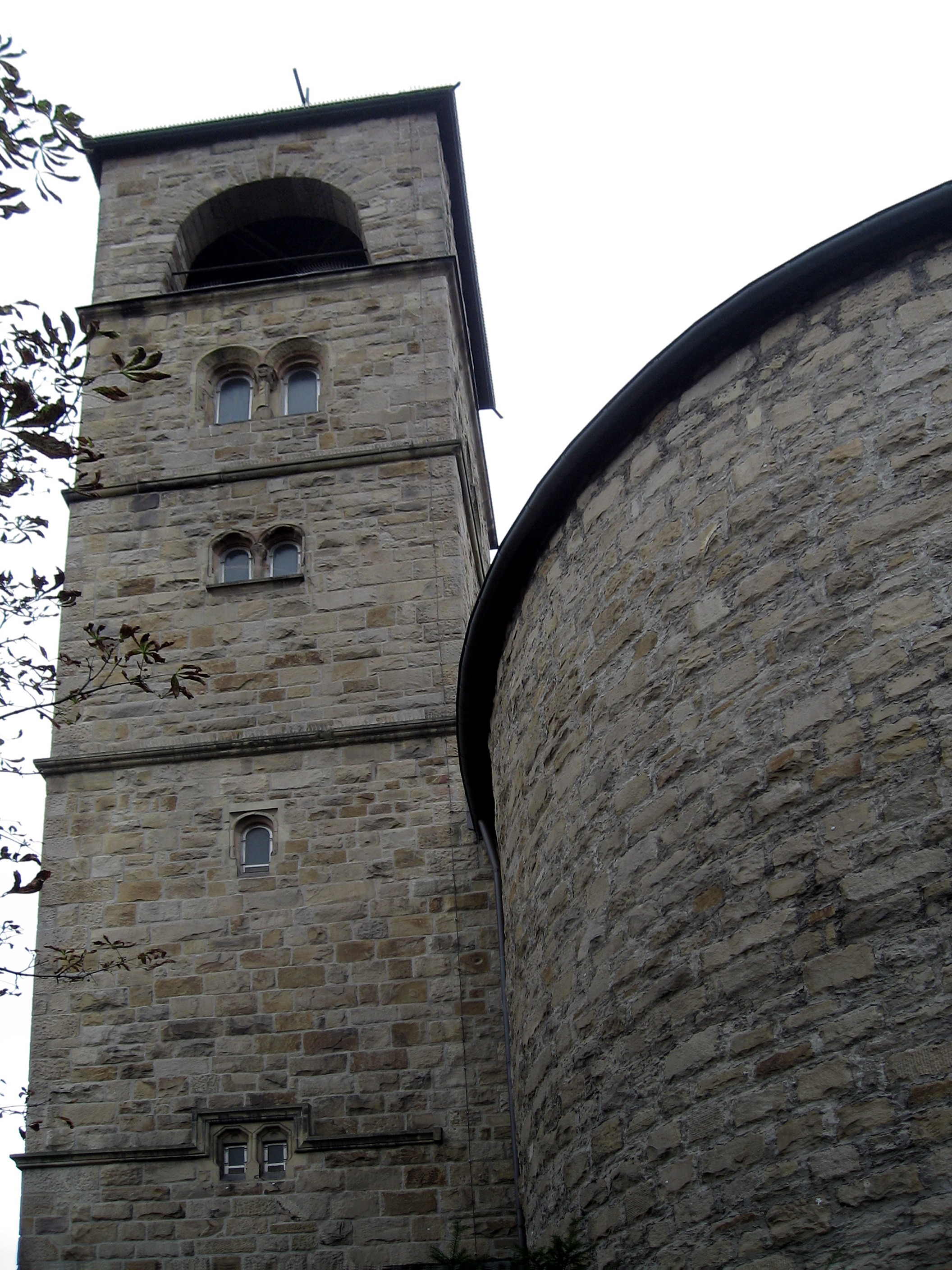
Hauptturm, Chor, Ostseite

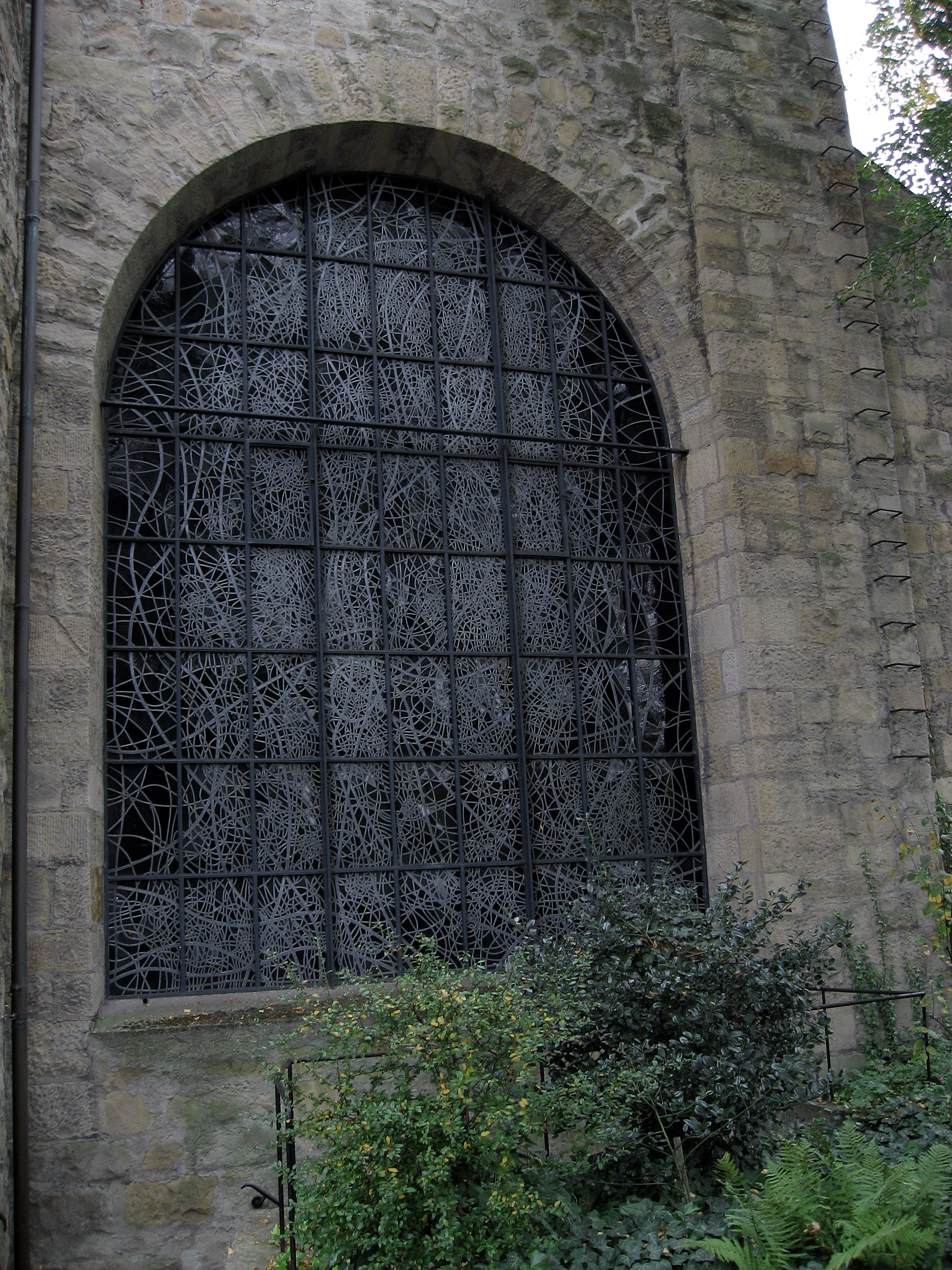
Der brennende Dornbusch, Kirchenfenster von Hans Kaiser

Die römisch-katholische Kirche St. Bonifatius befindet sich im Dortmunder Stadtbezirk Innenstadt-Ost unweit der Bundesstraße 1.

## Geschichte
Die Kirche wurde ursprünglich zwischen 1909 und 1910 nach Plänen des Mainzer Dombaumeisters Ludwig Becker im Stil der Neoromanik errichtet, jedoch im Zweiten Weltkrieg 1944/1945 stark zerstört. Erhalten blieben der Südostturm und die beiden westlichen Treppentürme.
1951 wurde vom Architekten Emil Steffann ein Neubau entworfen. Unter Einbeziehung der Reste des Vorgängerbaus wurde eine neue Kirche errichtet. Dabei wurden an verschiedenen Stellen des Mauerwerks Trümmersteine des alten Gebäudes eingesetzt.
Es handelt sich um einen stützenlosen, weiträumigen Kirchensaal mit Apsis und einem Nebenraum an der Nordseite, der durch einen großen Rundbogen mit dem Hauptraum verbunden ist. Ein kleinerer Nebenraum an der Nordostseite ist als Kapelle gestaltet. 1967 wurde das Rundbogenfenster dieses Raumes mit der abstrakten, in Rottönen gestalteten Verglasung zum Thema „Der brennende Dornbusch“ von Hans Kaiser ausgestattet.
Die Innenarchitektur betont den Altar als Mittelpunkt. Dabei nahm die Anordnung von Altar und anderen liturgischen Orten die Reformen des Zweiten Vatikanischen Konzils vorweg. Die strenge Schlichtheit des Kirchenbaus steht in franziskanischer Tradition, deren Wirkung man auf häufige Assisi-Aufenthalte Steffanns zurückführt. 
Zur Innenausstattung gehört der zunächst umstrittene monumentale Taufbrunnen von Heinrich Gerhard Bücker aus dem Jahr 1954. Bücker konzipierte diesen als Mobile in der Weise, dass der Deckel von drei kräftigen Hanfseilen gehalten wird und eine 125 kg schwere bronzene Taube direkt darüber dazu das Gegengewicht bildet. Wird der Deckel für die Taufhandlung angehoben, senkt sich die Taube gleichzeitig herab.
Die St.-Bonifatius-Kirche ist als Baudenkmal in die Denkmalliste der Stadt Dortmund eingetragen.

## Orgel
Die Orgel der Bonifatiuskirche wurde 1972 von der Lübecker Orgelbaufirma Kemper errichtet. Sie verfügt über 26 Register, die auf drei Manuale sowie Pedal verteilt sind. Spiel- und Registertraktur sind elektrisch, es stehen vier freie Kombinationen zur Verfügung. Beim Bau der Orgel wurden mehrere Register des Vorgängerinstruments (Kemper, 1954) wiederverwendet. Im Frühjahr 2011 führte die Firma Hey eine Generalüberholung der Orgel durch.
| I Hauptwerk C–g3 |       |
| Prinzipal        | 08′   |
| Gemshorn         | 08′   |
| Oktave           | 04′   |
| Nasat            | 2 ⁄3′ |
| Waldflöte        | 02′   |
| Mixtur IV–V      |       |
| Trompete         | 08′   |

| II Oberwerk C–g3 |     |
| Weidenpfeife     | 08′ |
| Gedackt          | 08′ |
| Ital. Prinzipal  | 04′ |
| Blockflöte       | 02′ |
| Terzian II       |     |
| Scharff IV–VI    |     |
| Dulzian          | 16′ |
| Tremulant        |     |

| III Brustwerk C–g3 |       |
| Rohrflöte          | 08′   |
| Sing. Gedackt      | 04′   |
| Prinzipal          | 02′   |
| Quinte             | 1 ⁄3′ |
| Zimbel III         |       |
| Krummhorn          | 08′   |
| Tremulant          |       |

| Pedal C–f1    |     |
| Subbaß        | 16′ |
| Oktavbaß      | 08′ |
| Pommer        | 08′ |
| Rohrpfeife    | 04′ |
| Weitprinzipal | 02′ |
| Posaune       | 16′ |

- Koppeln: Bw/Hw, Ow/Hw, Bw/Ow, Bw/P, Ow/P, Hw/P
- Spielhilfen
  - feste Kombinationen: Org. Plenum, Tutti, Zungen ab, Zungen Einzelabsteller
  - freie Kombinationen: vier freie Kombinationen, zwei freie Pedalkombinationen
  - Brustwerk schwellbar, Zimbelstern